# Libertad (serie de televisión)
Libertad es una miniserie de televisión web española de bandoleros y drama histórico dirigida por Enrique Urbizu y escrita por Miguel Barros y Michel Gaztambide, para Movistar+. La serie está producida por Lazona Films y protagonizada por la cantante Bebe junto a Isak Ferriz. Se estrenó el 26 de marzo de 2021 de forma simultánea en cines como largometraje y en Movistar+ como miniserie.

## Trama
Ambientada en la España del siglo XIX, una mujer apodada La Llanera (Bebe Rebolledo) sale de prisión tras 17 años. Durante su encierro, ha sido sentada todos los años en el garrote vil e indultada en el último momento. Su hijo Juan (Jason Fernández) nació en la celda y no conoce a su padre, el célebre bandolero Lagartijo (Xavier Deive). Madre e hijo intentarán vivir la libertad que tantos años les ha sido negada mientras son perseguidos por cuadrillas de bandoleros y escopeteros del Gobernador Montejo. Lagartijo, Aceituno (Isak Ferriz) y el Gobernador (Luis Callejo) buscan a La Llanera, pero también se buscan entre sí.

## Reparto
- Bebe como La Llanera
- Jason Fernández como Juan
- Isak Ferriz como Aceituno
- Xavier Deive como Lagartijo
- Jorge Suquet como John
- Sofía Oria como Reina
- Pedro Casablanc como Don Anastasio
- Luis Callejo como el Gobernador Montejo
- Antonio Velázquez como Saldaña
- Óscar Higares como Bandolero
- Roger Casamajor como Capitán Expósito
- Beatriz Arjona como Rocío
- Ana Vayón como María
- Ginés García Millán como Pedro
- Isabel Miguel Hernanz como Monja 1
- Paqui Pérez Martín como Monja 2

## Episodios
| N.º | Título                | Dirigido por   | Escrito por                       | Fecha de lanzamiento original |
| --- | --------------------- | -------------- | --------------------------------- | ----------------------------- |
| 1   | «Lucía "La Llanera"»  | Enrique Urbizu | Miguel Barros y Michel Gaztambide | 26 de marzo de 2021           |
| 2   | «Ruiz "El Lagartijo"» | Enrique Urbizu | Miguel Barros y Michel Gaztambide | 26 de marzo de 2021           |
| 3   | «El hombre del río»   | Enrique Urbizu | Miguel Barros y Michel Gaztambide | 26 de marzo de 2021           |
| 4   | «La Frontera»         | Enrique Urbizu | Miguel Barros y Michel Gaztambide | 26 de marzo de 2021           |
| 5   | «Libertad»            | Enrique Urbizu | Miguel Barros y Michel Gaztambide | 26 de marzo de 2021           |

## Producción
En febrero de 2020, Movistar+ anunció que el director bilbaíno Enrique Urbizu, quien anteriormente realizó Gigantes para la plataforma, se encargaría de una nueva miniserie de cinco capítulos para la plataforma, llamada Libertad, que sería encabezada por la cantante Bebe e Isak Ferriz. La serie fue dirigida por Urbizu y escrita por Miguel Barros y Michel Gaztambide.

## Lanzamiento y marketing
Las primeras imágenes de la serie salieron a la luz el 12 de febrero de 2020; sin embargo, después de la revelación de esas imágenes, no volvió a haber noticias de este proyecto durante casi exactamente un año. El 11 de febrero de 2021, Movistar+ anunció que la serie se estrenaría el 26 de marzo de forma simultánea en la plataforma como miniserie de cinco capítulos de 50 minutos (250 minutos en total) y en las salas de cine como película de 135 minutos (115 minutos menos que los 250 de la serie original). Como resultado, Libertad se convirtió en la segunda serie española en tener un estreno comercial en cines (después de Veneno) y la primera en hacerlo de forma completa (ya que en el caso de Veneno solo fueron los tres primeros capítulos). La distribuidora encargada del estreno de la serie en cines fue la "mini-major" A Contracorriente Films.

## Recepción

### Taquilla
En su estreno en cines, la versión cinematográfica de Libertad se convirtió en un enorme fracaso en taquilla, recaudando solamente 15.403 euros en 235 salas en su primera semana, con un promedio de copia de tan solo 65 euros. La película no llegó al Top 10 de la taquilla, quedando solamente en el decimocuarto puesto. El Blog de Cine Español acreditó este fracaso a la decisión de estrenar la serie y la película el mismo día, así como la propia fecha de estreno del 26 de marzo de 2021 (ya que ese día también coincidían las películas estadounidenses Godzilla vs. Kong, Tom y Jerry, Nomadland y Monster Hunter), además de poner en duda la propia idea de remontar una serie en forma de película en primer lugar.